# 2009年飓风比尔
飓风比尔（英語：Hurricane Bill）是2009年8月形成的一场大规模北大西洋热带气旋，但只在加拿大大西洋省份和美国东岸大范围地区构成轻度破坏。作为2009年大西洋飓风季形成的第二场获得命名的风暴和首场飓风兼大型飓风，系统源自8月15日东大西洋的一股东风波。